# خلود السطوح
خّلّود السطوح أو حرشف السطوح أو دم عاشق أو خالدة أو  أنبوب الراعي (الاسم العلمي: Sempervivum  tectorum)، هو نبات ينتمي إلى مخلدية (فصيلة: Crassulaceae).

## وصف النبتة
ينمو حرشف السطوح في الجبال ويمكن زرعه في الحدائق. يتميز بارتفاعه الذي يبلغ من 20 إلى 30 سنتمتر.
يوصف بأنه عشبه زاحفة وأوراقه السفلى تتجمع على شكل الوردة، يعد لحميي الملمس وشوكي الرأس.
لون أزهاره هو الوردي وشكله متشعب كالنجم.

## معرض صور

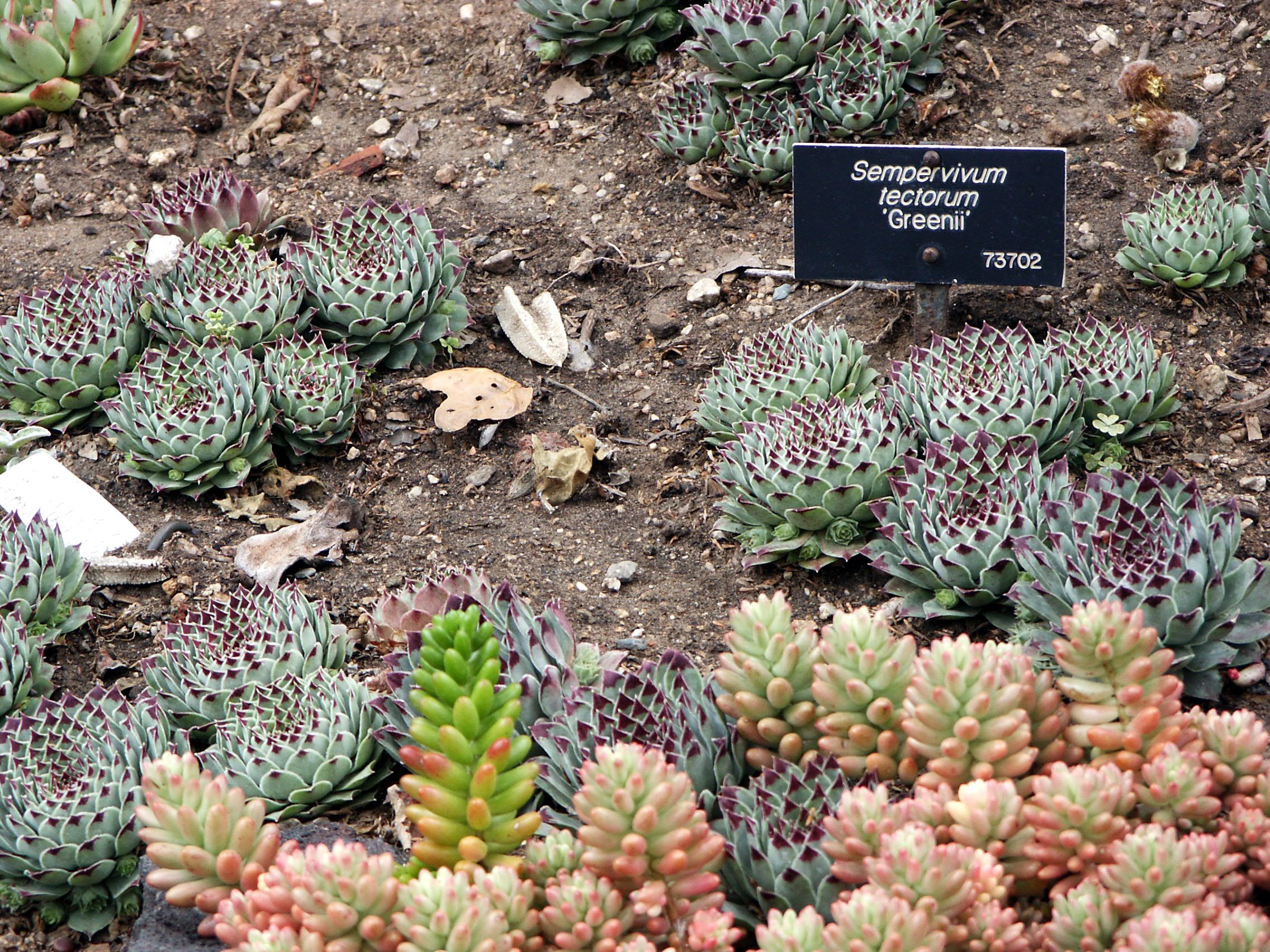
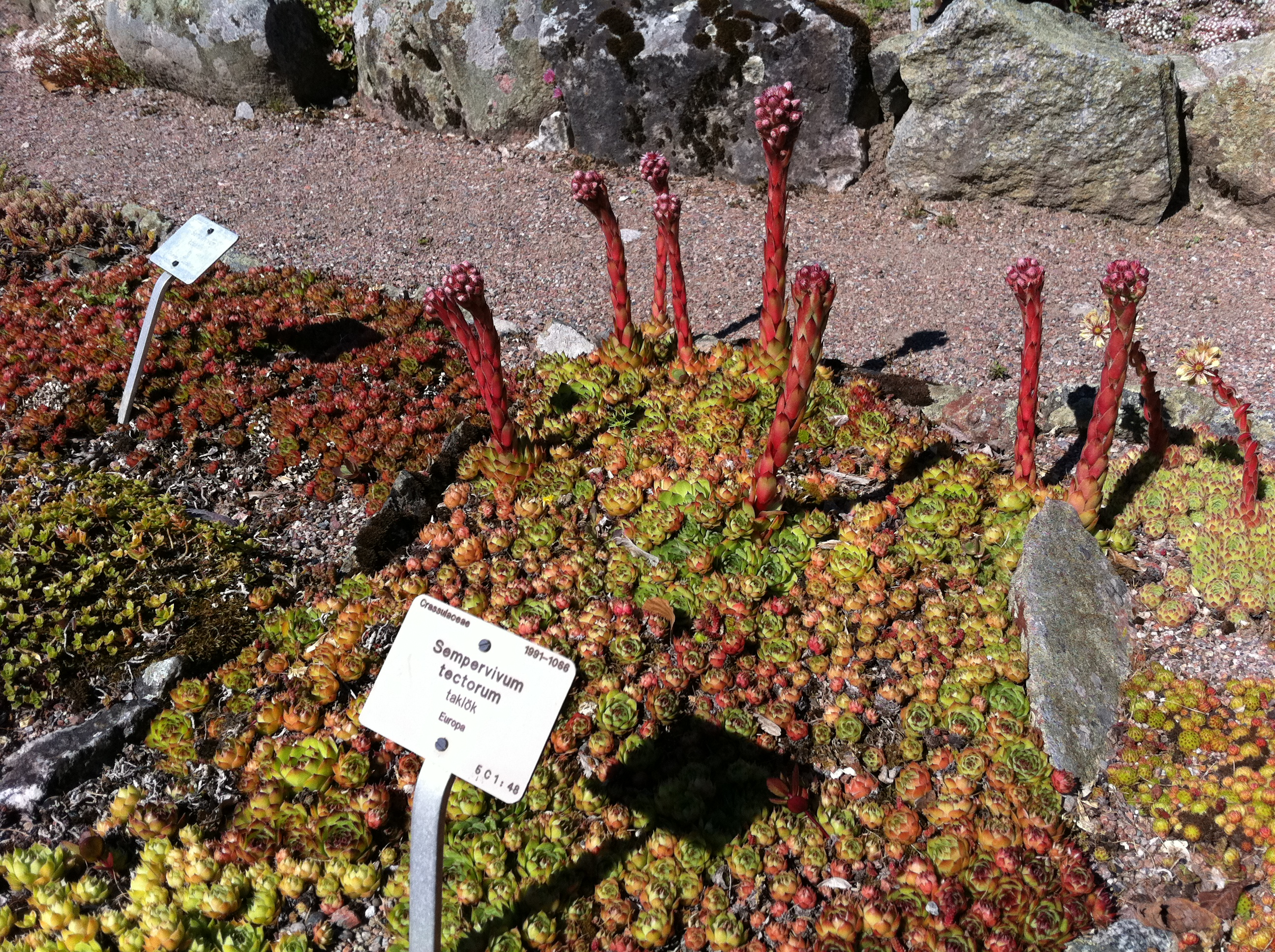
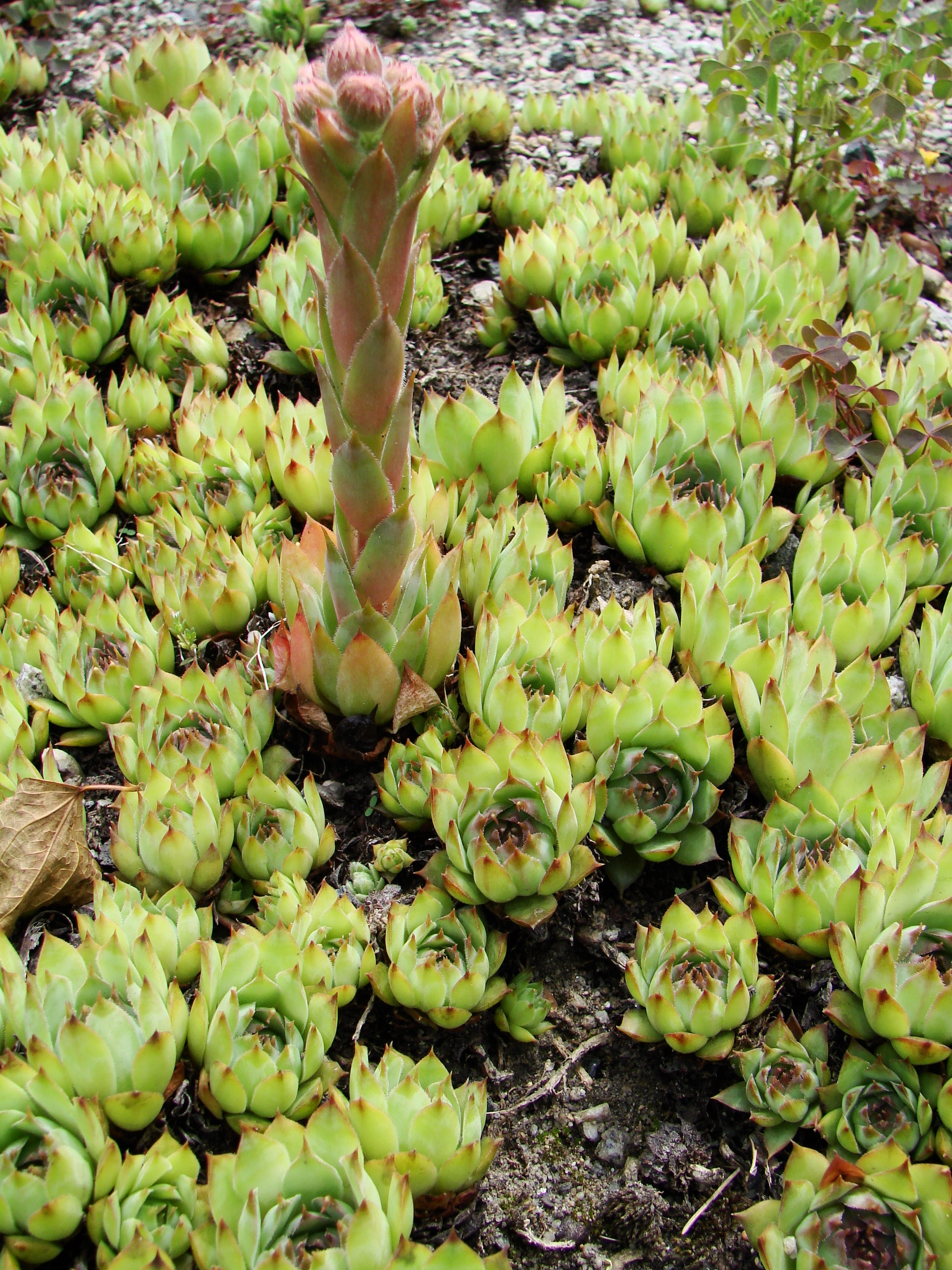
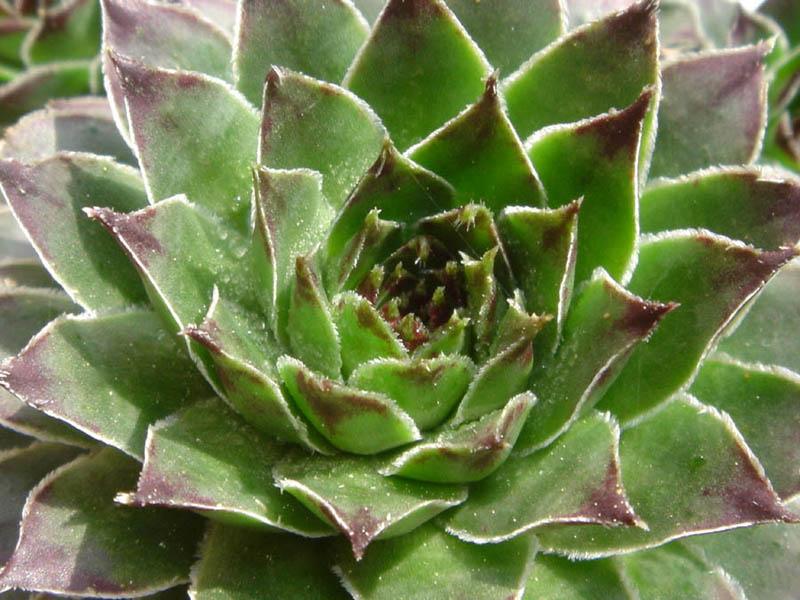
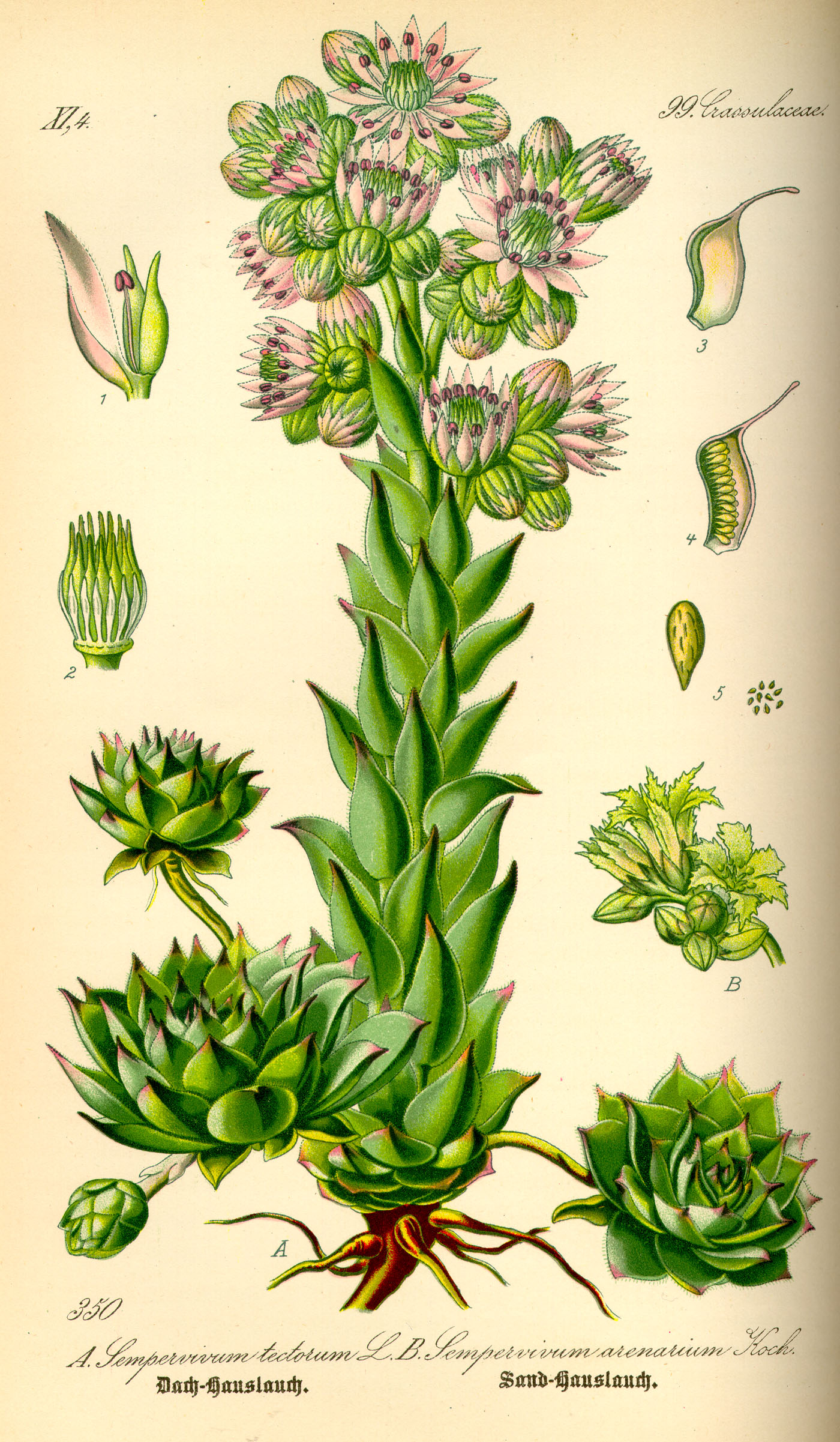